# AIM-4 Falcon
AIM-4 Фалкън е американска ракета въздух-въздух, създадена от корпорацията Хюз Еъркрафт. Тя е първата управляема ракета, приета на въоръжение във Военновъздушните сили на САЩ.

## Разработка
Проектът за създаването на дозвукова управляема ракета въздух-въздух е поет през 1946 от Хюз Еъркрафт под означението МХ-798. През 1947 характеристиката е променена на свръхзвукова ракета с означение МХ-904. Първоначалната цел е била оръжието да се използва като мярка за самозащита на бомбардировачите. През 1950 година обаче ролята е изменена на нападателна ракета за изтребители и прехващачи. Първите пробни изстрелвания са осъществени през 1949, с кодово название на ракетата ААМ-А-2 Falcon (Фалкън, „сокол“). През 1951 названието е променено на F-98, а 4 години по-късно – на GAR-1.
Първоначалните модели GAR-1 и GAR-2 влизат на въоръжение през 1956 на F-89 Скорпиън, F-101 Вуду, F-106 Делта Дарт и F-102 Делта Дагър в САЩ. Ракетата е била използвана също от Канада, Швеция, Финландия и Швейцария на SAAB J 35 Draken, Дасо Мираж III и F-101 Вуду. Канада е смятала да въоръжи прехващачите си Авро Канада CF-105 Ароу, но това не се случва поради прекратяването на проекта.
При Скорпиън ракетите се поставят на външни гондоли, а при Делта Дагър и Делта Дарт – на спускаеми вътрешни гондоли. F-101B е бил снабден с две ракети на външни и две на вътрешни гондоли. Планирано е било Фалкън да се използва и на F-111, но това не се случва.
GAR-1 е с радарно самонасочване и обсег от 8 километра. Произведени са общо 4000 такива ракети, след което са изместени от GAR-1D (AIM-4А) с по-големи крила. Това е основната версия, от която са произведени около 12 000 бройки.
GAR-2 (преименувана на AIM-4B) е с топлинно самонасочване, която често се изстрелва по двойки. Тя е с около 40 мм по-дълга и с около 7 килограма по-тежка от предшественика си. След време е сменена от GAR-2A (или AIM-4C), която има по-чувствителен инфрачервен сензор. От нея са произведени около 26 000 бройки. GAR-2B (или AIM-4D) е олекотен вариант, приет на въоръжение през 1963. Правени са редица опити за подобрение на ракетата, като Супер Фалкън (по-голям обсег и скорост; бойна глава от 13 кг). GAR-3, GAR-3А и GAR-4А са разновидностите, означени като Супер Фалкън. GAR-9 и GAR-11 са версии с 0,25-килотонна ядрена бойна глава.

## Употреба
Ракетите Фалкън са били употребявани във Виетнам на самолети F-4 Phantom II. Тя се оказва слабо ефективна, тъй като е предназначена за прехват на бомбардировачи. Захващането на целта е отнемало 6 – 7 секунди, което прави свалянето на бързи, маневриращи изтребители трудно. Бавният захват се дължи на слабата система за охлаждане на насочващата глава. Освен това запасът от течен азот за охлаждане е бил ограничен и стига само за около 2 минути, което прави ракетата безполезна. Тези недостатъци, както и малката бойна глава и ударният взривател са причината само 5 самолета да бъдат свалени с Фалкън. Неуспешна е употребата и срещу наземни цели. Изтеглена е от употреба през 1969 и е заместена от AIM-9.

## Характеристики (AIM-4C/D)
- Дължина: 1,98 м / 2,02 м
- Размах на крилете: 508 мм
- Диаметър: 163 мм
- Тегло: 54 кг / 61 кг
- Скорост: Мах 3
- Обсег: 9,7 км
- Насочване: самонасочваща се радарна / инфрачервена глава
- Бойна глава: 3,4 кг експлозив

## Оператори
- Гърция
- Канада
- САЩ
- Финландия (ползва шведски ракети)
- Швейцария
- Швеция (произвеждани от Сааб)

## Платформи
- F-89 Скорпиън: до 6
- F-101 Вуду: до 6
- F-102 Делта Дагър: до 6
- F-106 Делта Дарт: до 4
- SAAB J 35 Draken: до 2
- Дасо Мираж III: до 2
- XF-108 Рейпиър (GAR-11)
- Локхийд YF-12 (GAR-9)